# مستشفيات جامعة الأزهر
مستشفيات جامعة الأزهر هي مجموعة من المستشفيات التعليمية التابعة لكليات الطب بجامعة الأزهر، يبلغ عددها ستة مستشفيات ومركز في مختلف المجالات والتخصصات، وتقع بمدن القاهرة، أسيوط، دمياط الجديدة، استقبلت المستشفيات خلال سنة 2023 أكثر من مليون مريض، وأُجري بها أكقر من مائة ألف عملية جراحية.

## المستشفيات التابعة
يبلغ عدد المستشفيات التعليمية التابعة لجامعة الأزهر ستة مستشفيات ومركز واحد هي:
- مستشفى سيد جلال الجامعي

يتبع كلية الطب جامعة الأزهر بالقاهرة، ويُعد أكبر المستشفيات التعليمية بجامعة الأزهر، يقع في حي باب الشعرية بمدينة القاهرة، بلغت طاقته الاستيعابية سنة 2023 حوالي 1505 سرير، واستقبل بمتوسط 6000 مريض يوميًا، وأُجري به أكثر من 45 ألف عملية جراحية.
- مستشفى الحسين الجامعي

يتبع كلية الطب جامعة الأزهر بالقاهرة، يقع في حي الدرَاسة بمدينة القاهرة، بلغت طاقته الاستيعابية سنة 2018 حوالي 1200 سرير.
- مستشفى جامعة الأزهر التخصصي

يتبع كلية الطب جامعة الأزهر بالقاهرة، يقع في حي مدينة نصر بمدينة القاهرة، بلغت طاقته الاستيعابية سنة 2014 حوالي 850 سرير.
- مستشفى الزهراء الجامعي

يتبع كلية الطب جامعة الأزهر بالقاهرة، يقع في حي العباسية بمدينة القاهرة، بلغت طاقته الاستيعابية سنة 2015 حوالي 811 سرير.
- مستشفى جامعة الأزهر بدمياط الجديدة

يتبع كلية الطب جامعة الأزهر بدمياط، يقع في مدينة دمياط الجديدة بمحافظة دمياط، بلغت طاقته الاستيعابية سنة 2022 حوالي 891 سرير.
- مستشفى طب الأزهر بأسيوط

يتبع كلية الطب جامعة الأزهر بأسيوط، يقع في مدينة أسيوط.
- المركز الإسلامي لأمراض القلب وجراحاته

يتبع كلية الطب جامعة الأزهر بالقاهرة، يقع في حي مدينة نصر بمدينة القاهرة، وأُجري به أكثر من 1500 عملية جراحية سنة 2019.

## وصلات خارجية
- الموقع الرسمي لكلية الطب جامعة الأزهر.